# Sos mi Vida
Sos mi vida (slovenski prevod: Razigrani par) je argentinska romantično-komična televizijska nadaljevanka, ki jo je predvajal tv kanal El Trece med 16. januarjem 2006 in 9. januarjem 2007. 
Spremlja odnos med poslovnežem Martínom Quesado in njegovo asistentko Esperanzo Muñoz. 

## Igralska zasedba
| Lik                             | Igralec             |
| ------------------------------- | ------------------- |
| Esperanza Muñoz/"la monita"     | Natalia Oreiro      |
| Martín Quesada                  | Facundo Arana       |
| Constanza Inzúa/"la momia"      | Carla Peterson      |
| Enrique "Quique" Ferreti        | Carlos Belloso      |
| Kimberly                        | Fabiana García Lago |
| Nilda Yadhur/"la turca"         | Mónica Ayos         |
| María de las Nieves             | Dalma Milebo        |
| Débora "Debbie" Quesada         | Griselda Siciliani  |
| Miguel Quesada                  | Marcelo Mazzarello  |
| Félix Pérez Garmendia/"Falucho" | Pablo Cedrón        |
| Alfredo Uribe                   | Alejandro Awada     |
| Mercedes                        | Claudia Fontán      |
| Jose                            | Elías Viñoles       |
| Laura                           | Thelma Fardin       |
| Coqui                           | Ornella Fazio       |
| Rosa                            | Adela Gleijer       |
| Tony                            | Nicolás D'Agostino  |
| Rolando Martínez                | Mike Amigorena      |